# ViàOccitanie Pays Gardois
Pour les autres chaînes du réseau ViàOccitanie, voir ViàOccitanie.
 (septembre 2017).
ViàOccitanie Pays Gardois, anciennement TV Sud Camargue-Cévennes est une chaîne de télévision locale française. Née le 7 février 2011 de la fusion des chaînes locales TéléMiroir et 7L TV, elle est consacrée à l'actualité de l'agglomération nîmoise (information, sport, culture...).
Elle devient ViàOccitanie Pays Gardois suite au renommage du bouquet TV Sud en ViàOccitanie.
Elle était diffusée localement sur le réseau hertzien (TNT) et dans le reste du pays par l'intermédiaire de certains réseaux câblés ou ADSL. Elle appartient au groupe La Dépêche du Midi.

## Histoire
(novembre 2016).
- 1990 : premier pilote déposé à la mairie de Nîmes par Philippe Reig et Daniel Martinez.
- 1996 : télévision sur le réseau câblé de Nîmes.
- 1999 : autorisation provisoire d'émettre sur le réseau hertzien.
- 2002 : le fondateur de l’hebdomadaire Courrier international et de CanalWeb Jacques Rosselin, l'ancien président de l’agence de marketing direct Wunderman Emmanuel des Moutis et l'ancien directeur de la société Tag Heuer, avec le soutien de la fondation Berlys de Pierre Bergé, fondent Antennes Locales pour développer un réseau de chaînes locales, soit en répondant aux appels d'offres du CSA pour de nouvelles fréquences, soit en prenant des participations dans des télévisions locales déjà existantes. Antennes Locales est adossé en 2004 au Groupe Hersant Média.
- 2004 :
  - TéléMiroir : À la suite de l'appel aux candidatures lancé le 25 novembre 2003 à Nîmes (Gard), la société TMS, proposée en partenariat avec les collectivités locales et dont les principaux actionnaires sont MM. Philippe Reig et Daniel Martinez, a été présélectionnée par décision du 3 novembre 2004. Après avoir approuvé, le 12 avril 2005, la convention de TéléMiroir, le Conseil par décision du 17 mai 2005 a délivré à la chaîne une autorisation de diffusion pour une durée de dix ans (source CSA).
  - Février : autorisation du CSA pour la diffusion sur le câble.
- 2005 : démarrage de TéléMiroir sur le réseau hertzien.
- 2006 : Antennes Locales adossé au Groupe Hersant Média (GHM) entre au capital à hauteur de 62 %
- Juin 2008 : TéléMiroir sur la TNT depuis l'émetteur du Bas Rhône.
- 2009 :
  - Juillet : TéléMiroir quitte GHM. La chaîne est reprise par ses deux dirigeants Christophe Musset et Pierre-Paul Castelli.
- 2010 : TéléMiroir intègre le nouveau groupe Médias du Sud.
- 7 février 2011 : TéléMiroir change de nom pour TV Sud Camargue-Cévennes.
- Octobre 2012 : le groupe Journaux du Midi (Midi Libre) entre dans le capital de TV Sud.
- 28 septembre 2017 : Elle disparaît comme toutes les autres chaînes du bouquet TV Sud et devient ViàOccitanie Pays Gardois et rejoint le bouquet Vià.
- 25 juillet 2025 : arrêt de la chaîne. La Dépêche du Midi annonce l'arrêt de toutes les chaînes via Occitanie pour non rentabilité.

### Identité visuelle

Logo de TV Sud Camargue-Cévennes du 7 février 2011 au 31 août 2015.
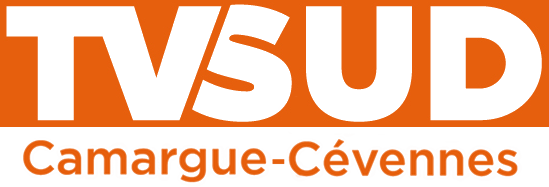
Logo de TV Sud Camargue-Cévennes du 1er septembre 2015 au 28 septembre 2017.
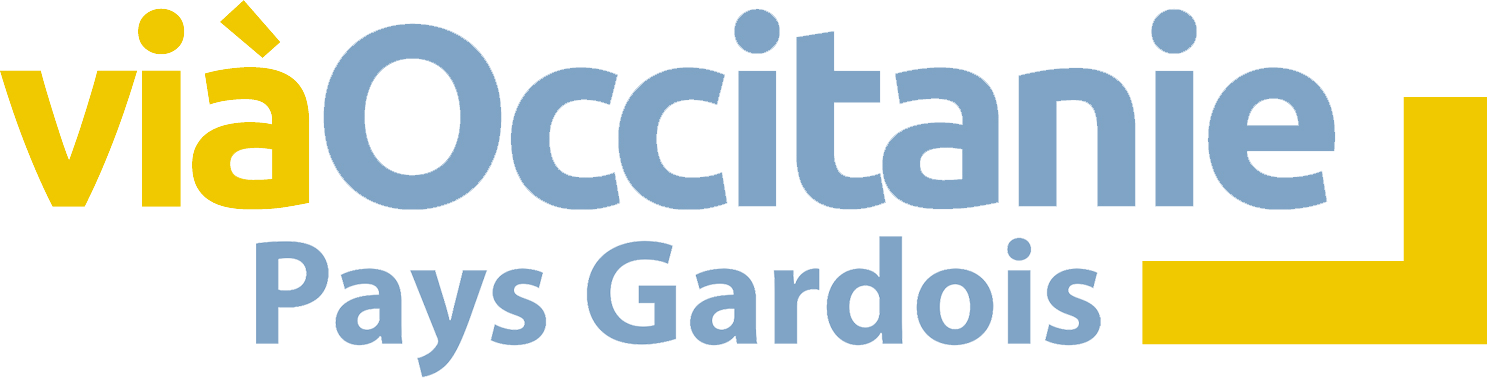
Logo de ViàOccitanie Pays Gardois du 28 septembre 2017 au 25 juillet 2025.

## Émissions
Du lundi au vendredi, à partir de 18 h 30, l'émission phare de TV Sud, Les Aléas du direct, propose un direct quotidien en plateau.
Les émissions en coproduction
Le divertissement
- Grand tourisme
- Game in TV
- Le College Lo Trentanel (Gignac) (Saisons 1,2 & 3)
- Le College de Saint André de Sangonis (Saison 4,5,6 & l'ultime finale) + Émissions spéciales

Les séries
- Physique ou chimie (Lun au Ven - 17 h 30)

La musique
- 1 2 3 Musette
- Bienvenue sur scène
- Watt's in
- les concerts

L'information
- Téléformation
- Lenga d'Oc

### Tradition

#### Noir & Blanc
Dans le cadre des Aléas du direct, Noir & Blanc s'adresse aux passionnés de course camarguaise.
L'émission, présentée par Patrick Mallet, retrace l'actualité régionale de la tauromachie camargaise. En présence de raseteurs ou de manadiers sur le plateau. Les événements marquants de la semaine sont commentés par les experts de la discipline, parmi lesquels Jacky Siméon, vainqueur de la Cocarde d'or 1983.

#### Tendido Sud
Le tendido est le nom donné aux tribunes dans les arènes lors des corridas. Ce n'est donc pas un hasard que l'une des émissions culte de la chaîne s'intitule de la sorte. Ce magazine d'actualité taurine est présenté par Christophe Chay, journaliste et animateur.
Émission de tauromachie espagnole, Tendido Sud développe l'actualité de la semaine, évoque des nouvelles des clubs taurins, donne la parole aux éleveurs et aux toreros dans un esprit didactique. Tendido Sud est suivi de Suerte, émission tout en images qui propose une rétrospective des corridas organisées dans le sud-est français.

#### Territoire
Une immersion dans la vie des villes et villages, des musées et sites emblématiques du sud. L'émission agrémentée de rubriques variées (recette du jour, métiers d'art, insolite, balade) propose une visite guidée en compagnie de Marlène Laroche.

### Actualité

#### Information
TV Sud offre à ses téléspectateurs de l'information autour de deux rendez-vous quotidien :
Le flash info express à 12 h 30 : un rapide tour de l'actualité nationale et régionale présentée par Christophe Chay, Pierre-Paul Castelli ou Marlène Laroche.
Le JT à 19 h 30 : tous les soirs, l'information locale en direct avec des reportages. L'émission est présentée par Pierre-Paul Castelli, Franck Chassagnon, Olivier Roirand, Christophe Chay ou Marlène Laroche.
Et un rendez-vous hebdomadaire : le rendez-vous politique. Pierre-Paul Castelli reçoit en plateau une personnalité politique régionale, tous les lundis à 19 h 45.

#### Reportages
Le carrousel
Un aperçu d'images et d'interviews pour faire le point sur les faits de l'actualité gardoise et nîmoise. Un panorama des reportages présentant des lieux incontournables de la région Languedoc-Roussillon et les événements à durée limitée (expositions, festivals, salons, cirques…)
Portrait d'entreprise
Chaque semaine, un portrait préparée par un reporter de TV Sud, en partenariat avec Nîmes Métropole, et la communauté de communes de Beaucaire-Terre d'Argence.

#### Suivre les toiles
Marlène Laroche présente aux téléspectateurs toute l'actualité cinéma tographique de la semaine dans le Gard: les sorties, les avant-premières, des interviews exclusives de comédiens ou de réalisateurs en visite sur Nîmes pour la promotion de leurs films.

#### ADD
l'animateur et ses invités font découvrir à leur public les événements à suivre pour le weekend à venir : concerts, expositions, soirées associatives…

### Sport

#### Miroir des sports
L'actualité sportive de la semaine en images. Pierre-Paul Castelli retrace les événements de la vie des clubs sportifs, aussi bien amateurs que professionnels tels que l'USAM et le HBCN pour le handball nîmois; Nîmes Olympique et l'AC Arles-Avignon pour le football, ou encore le Rugby club Nîmes Gard pour le rugby à XV. En plateau, les invités partagent en direct leurs avis sur leur discipline sportive de prédilection.

#### Croco hebdo
Dédié au Nîmes Olympique, l'émission passe en revue les événements marquants de la semaine vécus par le club nîmois.
En présence des consultants Olivier Martinez et Patrick Champ, Croco hebdo est présentée en alternance par Christophe Chay et Pierre-Paul Castelli.
Chaque lundi soir, des invités, joueurs, entraîneurs ou autres personnalités du  football nîmois prennent la parole sur le plateau. À suivre, après l'émission, le dernier match du Nîmes Olympique.

## Événements
Média reconnu sur Nîmes et son agglomération, ViàOccitanie Pays Gardois est partenaire de nombreux événements. Ainsi, des spectacles, des salons ou de grandes rencontres sportives bénéficient d'une couverture spécifique.
Durant la féria, plus particulièrement celle de Pentecôte, ViàOccitanie est sollicitée pour couvrir cet événement, considéré comme l'un des plus importants de l'année pour les Nîmois.
La féria d'Arles et les fêtes votives des villages gardois ne sont pas en reste avec, pendant l'été, le journal des fêtes votives.
La chaîne locale organise également des jeux au quotidien pour gagner des places de spectacles, de corridas, ou de manifestations sportives.

## Diffusion et réception
ViàOccitanie Pays Gardois couvre près de 100 % des habitants du Gard et de l'Hérault (soit près de 2 millions d'habitants), elle émet 24 h sur 24 et 7 jours sur 7.
Plusieurs moyens existent pour capter ViàOccitanie :
- Par la TNT (canal 33)
- Par le réseau câblé Numericable sur Nîmes, Lunel et Marsillargues.
- En ADSL sur les box Free (canal 919), Orange, DartyBox, Bbox (canal 30) et SFR (canal 380)
- La chaîne est également disponible en streaming sur son site internet